# Волковија (Брвеница)
Волковија (мкд. Волковија) је насељено место у Северној Македонији, у северозападном делу државе. Волковија припада општини Брвеница.

## Географски положај
Насеље Волковија је смештено у северозападном делу Северне Македоније. Од најближег већег града, Гостивара, насеље је удаљено 12 km североисточно.
Волковија се налази у горњем делу историјске области Полог. Насеље је положено у источном делу Полошког поља. Западно од насеље се пружа поље, док се ка истоку издиже Сува гора. Западно од села протиче Вардар. Надморска висина насеља је приближно 530 метара.
Клима у насељу је умерено континентална.

## Становништво
По попису становништва из 2002. године Волковија је имала 270 становника.
Претежно становништво у насељу су етнички Македонци (100%). 
Већинска вероисповест у насељу је православље. 